# Vlag van Tsjaad
De vlag van Tsjaad is een verticale driekleur bestaande uit een blauwe baan aan de linkerkant, een gele in het midden en een rode rechts. De drie banen zijn even breed. De vlag van Roemenië gebruikt bijna exact dezelfde kleuren (het Roemeense blauw is iets lichter), hoewel de beide vlaggen niet aan elkaar verwant zijn. De vlag van Tsjaad is een combinatie van de Franse tricolore en Pan-Afrikaanse kleuren.
De Tsjadische vlag werd aangenomen op 6 november 1959, toen het land zich voorbereidde op zijn onafhankelijkheid. Het blauw in de vlag vertegenwoordigt de lucht en het water in zuidelijk Tsjaad en de hieraan verbonden hoop. Het geel vertegenwoordigt de Sahara in het noorden en de zon. Het rood symboliseert de nationale opofferingsgezindheid.

## Geschiedenis
Na de uitroeping van de Republiek Tsjaad beval een parlementaire commissie, belast met het voorstellen van een vlag ter vervanging van de Franse vlag, op 30 juni 1959 een groen-goud-rode driekleur aan. Aangezien de Mali-federatie deze rangschikking al gebruikte, werd op 6 november 1959 een variant aangenomen waarbij het groen werd vervangen door blauw. Deze kleuren en hun schikking werden gekozen door de laatste gouverneur van Frans-Tsjaad, naar het voorbeeld van de Franse vlag.
Voordat de huidige vlag van Tsjaad werd aangenomen, werden er in de loop van de geschiedenis van het land andere vlaggen geassocieerd met het grondgebied.

Vlag van Kanem volgens Angelino Dulcert (1339)
Vlag van Bornu (opvolger van Kanem) volgens Gabriel de Vallseca (1439)
Vlag van Frankrijk en Frans-Equatoriaal-Afrika (1900-1959)
Vlag van de Vrij Frans regering van Tsjaad onder Pierre-Olivier Lapie (1940-1942)
persoonlijke vlag Lapie's (1940-1942)
Standaard van de Communauté